# ASB Classic 2020
ASB Classic 2020 var en tennisturnering för både herrar och damer som spelades utomhus på hard court. Det var den 35:e upplagan av turneringen för damer och den 44:e upplagan av turneringen för herrar. Turneringen spelades på ASB Tennis Centre i Auckland, Nya Zeeland mellan 6 och 12 januari 2020 för damer, och mellan 13 och 18 januari 2020 för herrar.

## Mästare

### Herrsingel
- Ugo Humbert besegrade  Benoît Paire, 7–6(7–2), 3–6, 7–6(7–5)

### Damsingel
- Serena Williams besegrade  Jessica Pegula, 6–3, 6–4

### Herrdubbel
- Luke Bambridge /  Ben McLachlan besegrade  Marcus Daniell /  Philipp Oswald, 7–6(7–2), 6–3

### Damdubbel
- Asia Muhammad /  Taylor Townsend besegrade  Serena Williams /  Caroline Wozniacki, 6–4, 6–4